# Airalo
Airalo — це онлайн-магазин з продажу eSIM, який надає мандрівникам можливість купівлі eSIM-картки для більш ніж 200 країн та регіонів світу, забезпечуючи миттєвий доступ до Інтернету за кордоном. Станом на 11 липня 2025 року додаток Airalo має понад 20 мільйонів користувачів і доступний в App Store та Google Play Store 53 мовами.

## Історія
Airalo — це американський стартап, заснований у 2019 році Абрахамом Бураком та Бахадіром Оздеміром, головною метою якого є надання доступу мандрівникам до миттєвого, доступного, глобального зв'язку за допомогою технології eSIM.
Абрахам і Бахадір — підприємці-кочівники, які на власному досвіді відчули обмеження зв'язку під час подорожей. Технологія eSIM надала можливість запропонувати мандрівникам більш доступну та недорогу альтернативу роумінгу.
У 2019 році Airalo отримав $1,9 мільйона доларів стартового фінансування від Antler та індійського фонду стартового капіталу Surge Sequoia Capital. У 2021 році компанія залучила $5 мільйонів доларів у рамках фінансування серії А. А вже у 2023 році — $60 мільйонів доларів у раунді фінансування серії B. e& Capital, венчурний підрозділ e& (більш відомий як оператор Etisalat з ОАЕ), очолив раунд за участі стартап-інкубатора Antler Elevate, Liberty Global, Rakuten Capital, Singtel Innov8, Surge (фонд ранньої стадії, яким керує Peak XV, раніше відомий як Sequoia Capital India та SEA), Orange, T Capital (венчурний підрозділ Deutsche Telecom), KPN Ventures, Telefónica Ventures та I2BF Global Ventures.
У липні 2025 року компанія Airalo оголосила про додаткове залучення $200 мільйонів доларів у раунді фінансування серії С. Очолила даний раунд компанія CVC Capital Partners за участі поточних інвесторів Peak XV та Antler Elevate.